# Trois-Rivières (Canada)
Trois-Rivières è una città  canadese, situata sulla riva nord del fiume San Lorenzo alla foce del fiume Saint-Maurice, nel cuore del Québec.

## Storia
Si trova a metà strada tra Québec e Montréal. Trois-Rivières è il capoluogo della regione amministrativa della Mauricie e sede di un vescovado cattolico. È anche la città centro di una regione metropolitana di censimento popolata da 137 507 abitanti nel 2001.
Trois-Rivières è la seconda più antica città del Québec. Infatti, fu fondata nel 1634 dal signor Laviolette su ordine di Samuel de Champlain. La città presenta tuttavia un aspetto piuttosto moderno: fu infatti distrutta in massima parte nel 1908 da un terribile incendio che risparmiò solo alcuni edifici del centro storico. La cattedrale dell'Assunzione, in stile neogotico, fu iniziata nel 1854 e inaugurata a settembre 1858.
All'interno della cittadina è ospitato il Circuito di Trois-Rivières, riservato a diverse corse automobilistiche.